# Dodecaedro romo
Icosidodecaedro romo o dodecaedro romo es un sólido de Arquímedes, que tiene 92 caras, 80 de ellas triangulares y 12 pentagonales, tiene 150 aristas y 60 vértices. También fue llamado dodecaedro snub o dodecaedro simum por Kepler, es uno de los sólidos que tienen cuerpo isomórfico, llamados comúnmente «laevo» y «dextro».